# 삼척시 (선거구)
삼척시는 대한민국의 옛 국회의원 선거구이다. 당시 강원도 삼척시 지역을 관할했다.

## 역사
1995년 1월 1일을 기해 삼척시와 삼척군이 통합되면서 통합 삼척시가 신설되었다. 이에 대한민국 제15대 국회의원 선거를 앞두고 삼척시·삼척군 선거구가 삼척시 선거구로 개편되었다.
대한민국 제16대 국회의원 선거를 앞두고 삼척시의 인구 하한선 미달로 인하여 삼척시 선거구가 동해시 선거구와 통합되어 동해시·삼척시 선거구를 형성하게 되면서 폐지되었다.

## 역대 국회의원
| 선거   | 정당 | 정당       | 의원   |
| ------ | ---- | ---------- | ------ |
| 1996년 |      | 통합민주당 | 장을병 |

## 역대 선거 결과

### 대한민국 제15대 국회의원 선거
|  | 31.80% |

|  | 23.91% |

|  | 17.24% |

|  | 13.06% |

|  | 12.40% |

|  | 1.55% |